# Ortotanasia
La ortotanasia designa la actuación correcta ante la muerte por parte de quienes atienden al que sufre una enfermedad incurable o en fase terminal.
Por extensión, se entiende como la actuación de los facultativos para garantizar el derecho del paciente a morir con dignidad, sin el empleo de medios desproporcionados y extraordinarios para mantener la vida. En este sentido, ante enfermedades incurables y terminales se debe procurar que se actúe con tratamientos paliativos para evitar sufrimientos, recurriendo a medidas razonables hasta que llegue la muerte. 
La ortotanasia se distingue de la eutanasia en que la primera nunca pretende adelantar deliberadamente la muerte del paciente. Sin embargo, con frecuencia, el término es indistinguible del de eutanasia pasiva, es decir, la retirada o rechazo de tratamientos para prolongar la vida de una persona que se encuentre en fase terminal.

## Etimología
Ortotanasia proviene de los vocablos griegos orthos que significa «recto y ajustado a la razón» y thanatos que significa «muerte». Eutanasia también proviene de los vocablos griegos eu, «bien», y thanatos.